# اچ‌ام‌اس نیویورک (۱۷۰۶)
اچ‌ام‌اس نیویورک (۱۷۰۶) (به انگلیسی: HMS York (1706)) یک کشتی بود که طول آن ۱۳۹ فوت (۴۲٫۴ متر) بود.